# Tony Cetinski
Tony Cetinski, född 31 maj 1969 i Pula, Kroatien, är en kroatisk popsångare. Han började sjunga som femtonåring i olika band. Han flyttade från Rovinj till Zagreb 1991 för att börja sin karriär, och blev snabbt en av Kroatiens ledande popstjärnor.
1994 representerade han Kroatien i Eurovision Song Contest med sången Nek' Ti Bude Ljubav Sva.
2005 spelade han in en duett med Toše Proeski, Lagala Nas Mala, som finns med på Proeskis album "Po Tebe" och "Pratim Te". Han har även medverkat på Nika Turkovićs album Alien. Den 13 mars 2013 nominerades Toni Cetinski till en "Croatian Emmy award".